# NGC 3789
NGC 3789 је лентикуларна галаксија у сазвежђу Пехар која се налази на NGC листи објеката дубоког неба.
Деклинација објекта је - 9° 36' 24" а ректасцензија 11h 38m 9,0s. Привидна величина (магнитуда) објекта NGC 3789 износи 13,4 а фотографска магнитуда 14,3. NGC 3789 је још познат и под ознакама MCG -1-30-15, PGC 36036.